# Werner Söderhjelm
Jarl Werner Söderhjelm (26 juillet 1859 à Viipuri – 16 janvier 1931 à Helsinki) est un écrivain, diplomate, linguiste et chercheur en histoire de la littérature finlandais.

## Biographie
Il est le père de Johan Otto Söderhjelm.

## Ouvrages
- Johann Elias Schlegel, särskildt som lustspeldiktare. 1884
- De Saint Laurent. Poète anglo-normand du XII:e siècle. 1888
- Anteckningar om Martial d’Auvergne och hans kärleksdomar, Helsinki 1889
- Le Mystère de Saint Laurent, publié d'après la seule édition gothique, Helsinki (avec Axel Wallensköld). 1890
- Das Martinleben des Péan Gatineau. Bemerkungen über Quellen und Sprache, Helsinki 1891
- Germaanilaisista ja romaanilaisista kieliopinnoista. Germaniska och romaniska språkstudier. En Blick påderas historia, metoder, hjälpmedel, Helsinki 1892
- Axel Gabriel Sjöström, 1794–1846. 1895
- Péan Gatineau, Leben und Wundertaten des Heiligen Martin. Alfranzösisches Gedicht aus dem Anfang des 13. Jh., Tübingen 1896
- Kirjoituksia ja tutkielmia. 1898
- Karl August Tavaststjerna. En lefnadsteckning, Helsinki 1900, 1924
- Une Vie de Saint Quentin en vers français du Moyen Age, in: Mémoires de la Société néophilologique de Helsinki  1902, 1963, p. 443-525
- Notes sur Antoine de La Sale et ses œuvres, Helsinki 1904
- Johan Ludvig Runeberg. Hans liv och hans diktning, Helsinki 1904–1906, 1929
- Italiensk renässans (avec Torsten Söderhjelm), Stockholm 1907
- La Vie de saint Quentin par Huon Le Roi, de Cambrai, (avec Arthur Långfors), Helsinki 1909
- Les inspirateurs des Quinze joyes de mariage, Helsinki 1909
- Två föredrag om Goethe, Helsinki 1909
- La nouvelle française au XVe siècle, Paris 1910, Genf 1973, prix Marcelin Guérin de l’Académie française en 1911
- Petri Alfonsi Disciplina clericalis I. Lateinischer Text (Hilka, Alfons, Söderhjelm, Werner (éds.)) , Helsingfors, Druckerei der finnischen Literaturgesellschaft, 1911, (Acta Societatis scientiarum fennicae t. 37, 4 ).
- Francesco Maria Molza, En renässanspoets lefverne och diktning, Helsinki 1911
- Finlande et Finlandais, (avec Eirik Hornborg et Edw Järnström), Paris, Paris, Armand Colin, 1913.
- Profiler ur finsk kulturliv. 1913
- Oscar Levertin, en minnesteckning I-II. 1914-1917
- Åboromantiken och dess samband med utländska idéströmningar, Borgå, 1915
- Johannes Linnankoski [1869–1913]. En finsk diktarprofil, Helsinki 1918.
- Pierre de Provence et la belle Maguelone, in: Mémoires de la Société néo-philologique de Helsingfors ; 7, 1924
- Läroår i främmande land, Helsinki, 1928
- Utklipp om böcker I-III. 1916-1924